# Zazirkî, Kroleveț
Zazirkî (în ucraineană Зазірки) este localitatea de reședință a comunei Zazirkî din raionul Kroleveț, regiunea Sumî, Ucraina.

## Demografie
Componența lingvistică a localității Zazirkî
     Ucraineană (98,46%)
     Rusă (1,54%)
Conform recensământului din 2001, majoritatea populației localității Zazirkî era vorbitoare de ucraineană (98,46%), existând în minoritate și vorbitori de rusă (1,54%).